# Rouxiella
Genre
Rouxiella est un genre de bacilles Gram négatifs (BGN) de la famille des Yersiniaceae.

## Étymologie
Le nom du genre de la bactérie rend hommage à Émile Roux.

## Liste d'espèces
Selon LPSN (9 juin 2025) :
- Rouxiella aceris Lee et al. 2022
- Rouxiella badensis Le Flèche-Matéos et al. 2017
- Rouxiella chamberiensis Le Flèche-Matéos et al. 2015 – espèce type
- Rouxiella silvae Le Flèche-Matéos et al. 2017

## Taxonomie
Le nom correct complet (avec auteur) de ce taxon est Rouxiella Le Flèche-Matéos et al. 2015.
L'espèce type est Rouxiella chamberiensis Le Flèche-Matéos et al. 2015.

### Étymologie
L'étymologie du nom de genre de Rouxiella est la suivante : Roux.i.el’la. N.L. fem. dim. n. Rouxiella, nommé d'après Pierre Paul Émile Roux, un médecin français, bactériologiste et immunologiste qui était un des plus proches collaborateurs de Louis Pasteur et cofondateur de l'Institut Pasteur.